# Charles Stubbs
Charles Williams Stubbs, né le 3 septembre 1845 à Liverpool et mort le 4 mai 1912 à Truro (Cornouailles), est un ecclésiastique britannique de l'Église d'Angleterre. Il est le 4e évêque de Truro de 1906 à sa mort.

## Biographie
Stubbs naît à Liverpool et étudie à la Liverpool Collegiate School (en) puis au Sidney Sussex College de l'université de Cambridge. En tant que membre du clergé, il occupe plusieurs fonctions ecclésiastiques, dont celle de recteur de Wavertree (Merseyside) et de Granborough (Buckinghamshire). Montrant un grand intérêt pour les classes ouvrières et les questions sociales, il défend un point de vue progressiste tant sur le plan politique que théologique.
Stubbs est doyen d'Ely de 1893 à 1905 puis évêque de Truro en Cornouailles de 1906 jusqu'à sa mort en 1912.

## Ouvrages (sélection)
- God and the People : the religious creed of a democrat, being selections from the writings of Joseph Mazzini, 1896, 2e éd. ; G W E Russell, A Pocketful of Sixpences, Londres, 1907, p. 92
- Co-operation & Owenite Socialist Communities/The Land and the Labourers, 1884
- The Land and the Labourers, 1893 (lire en ligne)
- Charles Kingsley and the Christian Social Movement, 1899
- Social Teachings of the Lord's Prayer, 1900
- In a Minster Garden : A Causerie, 1902 (lire en ligne)
- Castles in the Air. And Other Poems Old and New, Dent, 1903
- The Christ of English Poetry, 1906 (lire en ligne)
- Cambridge and its Story, 1912 (lire en ligne)
- Plusieurs hymnes, dont Christ was born on Christmas Night et Carol of King Cnut.